# Vol Surinam Airways 764
Le 7 juin 1989, le Douglas DC-8 effectuant le vol Surinam Airways 764 entre l'aéroport d'Amsterdam-Schiphol, aux Pays-Bas, et l'aéroport international Johan Adolf Pengel, au Suriname, s'écrase pendant son approche finale sur Paramaribo, tuant 176 des 187 personnes à bord. Il s'agit de la catastrophe aérienne la plus meurtrière de l'histoire du Suriname.
L'enquête a révélé d'importantes lacunes dans la formation et le jugement de l'équipage. Ils ont sciemment tenté d'atterrir en utilisant un signal de navigation inapproprié et ont ignoré les alarmes les avertissant d'un accident imminent. Les problèmes de sécurité découlant de l'accident étaient si préoccupants que le Conseil national de la sécurité des transports des États-Unis (NTSB) émets des recommandations de sécurité à l'intention de la Federal Aviation Administration (FAA).

## Avion et équipage

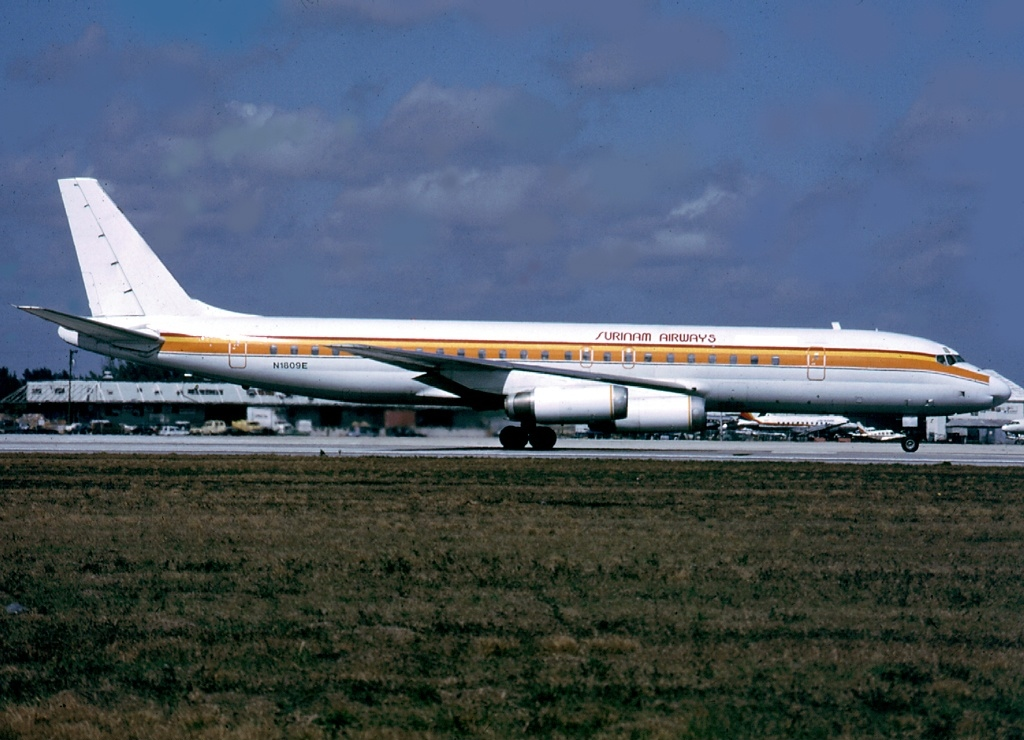
L'appareil impliqué dans l'accident (N1809E), dans une livré précédente, ici photographié en février 1985.

L'appareil impliqué, nommé « Anthony Nesty » en l'honneur du nageur olympique, était un Douglas DC-8-62 immatriculé N1809E (numéro de série 46107/498), un quadriréacteur long-courrier, qui avait volé pour la première fois en 1969, au sein de la flotte de la compagnie aérienne américaine Braniff International, et qui cumulait 52 706 heures de vol et 20 342 cycles (décollages/atterrissages) au moment de l'accident. 
Un dossier du NTSB montre que, pendant que l'avion était encore la propriété de Braniff International, il a été impliqué dans un accident mineur en 1979, au cour duquel il n'y a eu aucun décès. L'avion a été vendu à Surinam Airways peu de temps après. Le rapport officiel sur l'accident du vol 764 n'indique pas que cet incident antérieur ait contribué de quelque manière que ce soit au crash qui a suivi.
L'équipage était composé du commandant de bord Wilbert « Will » Rogers (66 ans), du copilote Glyn Tobias (34 ans) et du mécanicien navigant Warren Rose (65 ans). Le commandant Rogers totalisait 19 450 heures de vol, dont 8 800 heures sur DC-8. Le copilote et le mécanicien navigant totalisaient respectivement 6 600 et 26 600 heures de vol. Le mécanicien navigant totalisait également 720 heures de vol sur DC-8. Il y avait également six agents de bord en cabine.

## Déroulement du vol

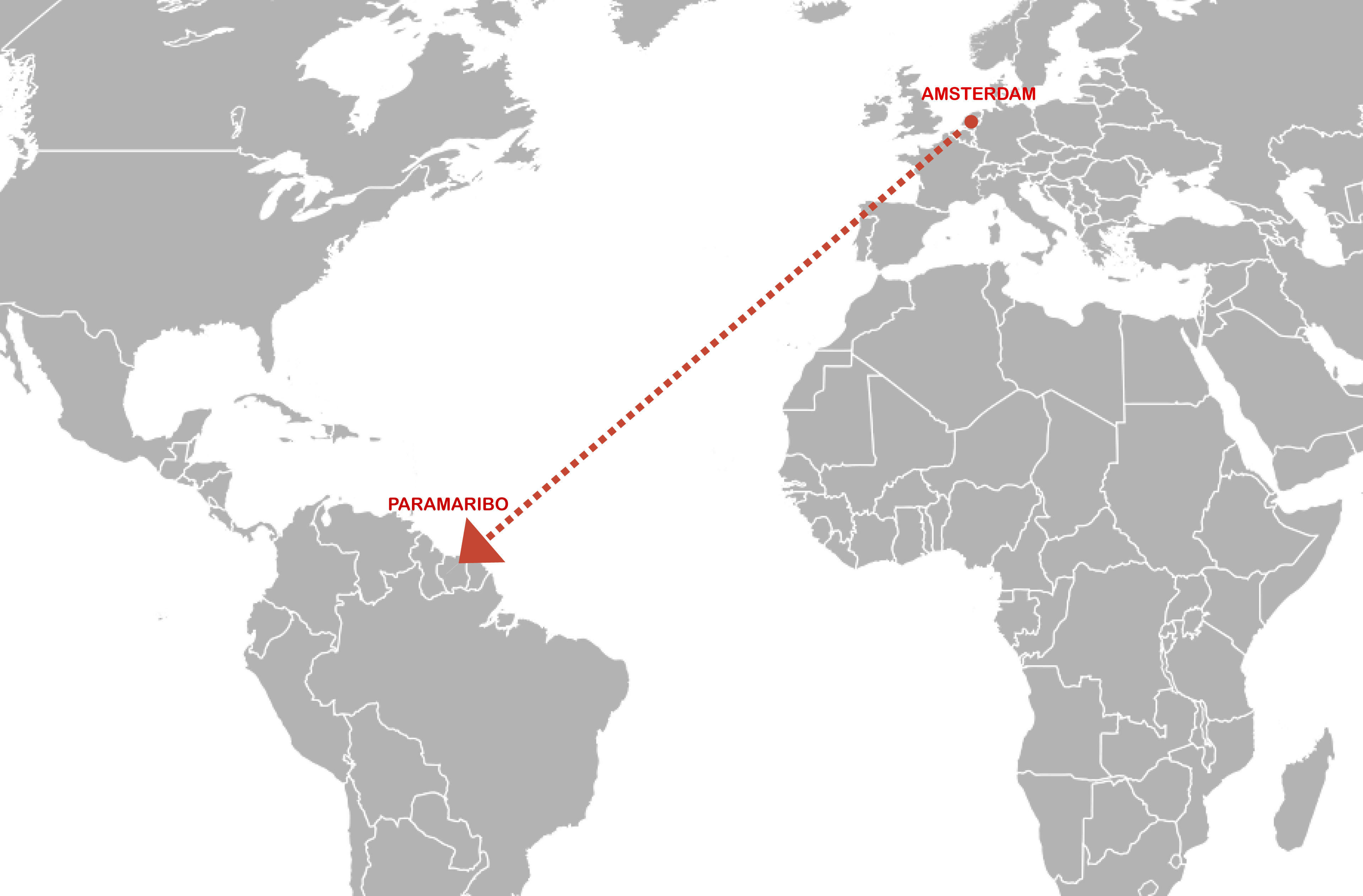
Trajet emprunté par le vol 764, le jour de l'accident.

Le vol 764 a quitté l'aéroport d'Amsterdam-Schiphol comme prévu, le 6 juin à 23 h 25. Les dix heures suivantes du vol se sont déroulées sans incident particulier. L'équipage a reçu un rapport météo final et une autorisation pour une approche VOR/DME (radiophare omnidirectionnel VHF/dispositif de mesure de distance) sur la piste 10, mais a préféré effectuer un atterrissage ILS (système d'atterrissage aux instruments). 
Au cours de l'approche, le moteur n°2 de l'avion a heurté la cime d'un arbre, à une hauteur d'environ 82 pieds (25 m) au-dessus du sol. L'extrémité de l'aile droite a ensuite violemment heurté un autre arbre, la cisaillant et provoquant le retournement de l'appareil qui a percuté le sol, renversé sur le dos, avant d'exploser et de prendre feu. 
Sur les 9 membres d'équipage et les 178 passagers présents à bord, aucun membre d'équipage et seulement 11 passagers ont survécu, avec des blessures graves.

## Colourful 11

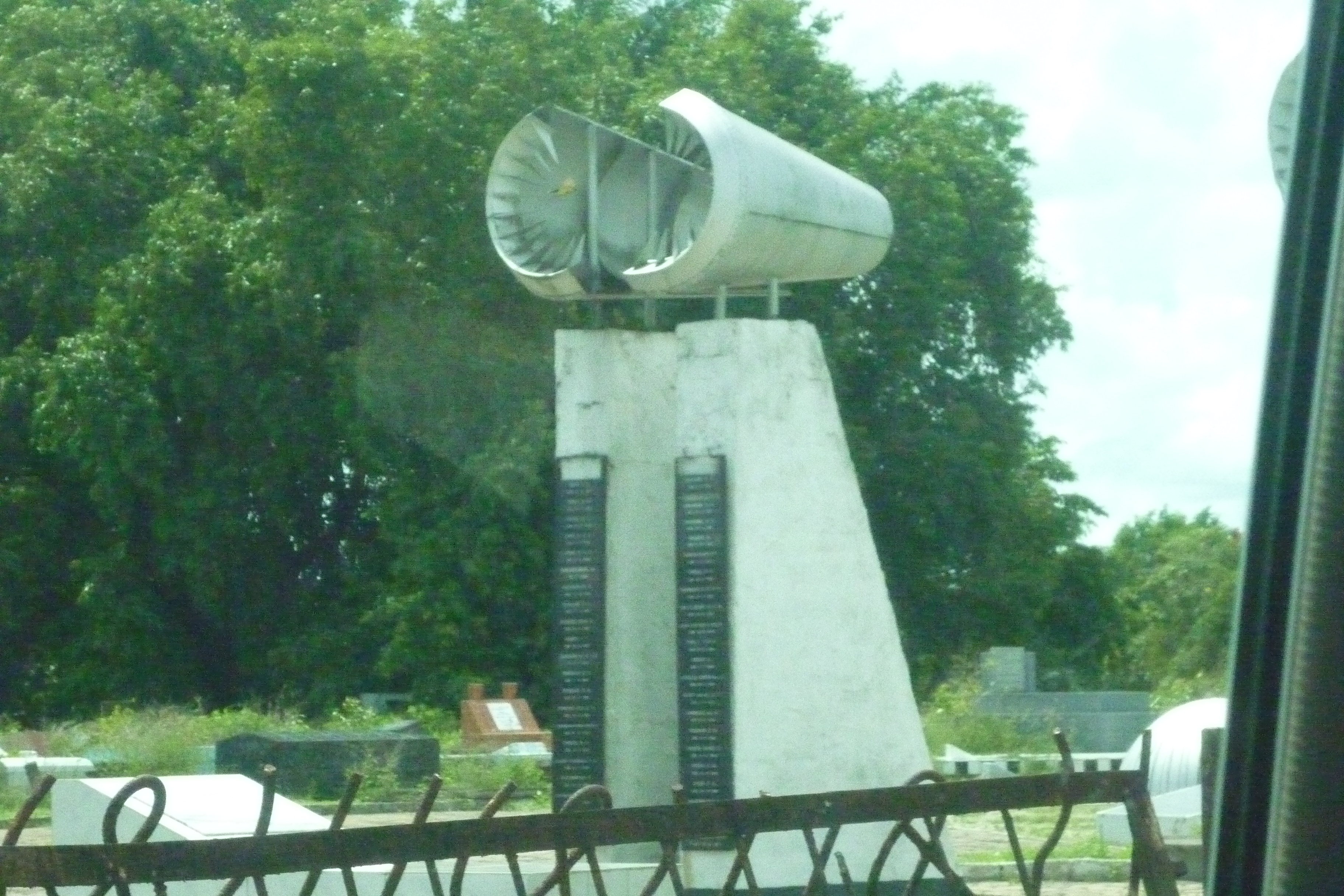
Mémorial à Paramaribo, en souvenir des victimes de l'accident.

Un groupe de joueurs de football surinamais jouant professionnellement aux Pays-Bas et organisés en équipe d'exhibition connue sous le nom de Colourful 11 (en néerlandais Kleurrijk Elftal) figurait parmi les morts. L'équipe était une initiative du travailleur social surinamais néerlandais Sonny Hasnoe qui travaillait avec des enfants défavorisés dans les quartiers défavorisés d'Amsterdam. De nombreuses personnes d'origine surinamaise vivaient dans le quartier Bijlmer de la ville et étaient isolées du reste de la société néerlandaise. Hasnoe a souvent constaté qu'il pouvait susciter l'intérêt des jeunes sur le plan social s'ils voyaient des modèles positifs issus du même milieu qu'eux. Il a encouragé les jeunes garçons à rejoindre des clubs de football et a constaté une amélioration de leur comportement lorsqu'ils faisaient du sport, car cela leur donnait l'occasion d'interagir avec leurs contemporains blancs et contribuait ainsi à accélérer le processus d'intégration sociale.
En 1986, Sonny Hasnoe a organisé le premier match entre une sélection de professionnels néerlandais surinamais et le SV Robinhood, champion de la compétition nationale surinamaise. Le match a été un grand succès et d'autres compétitions ont été organisées. Colourful 11 devait jouer un match au Suriname en juin 1989, mais un certain nombre de joueurs se sont vus refuser l'autorisation de voyager par leurs clubs professionnels néerlandais. Parmi les joueurs qui sont restés à l'écart, on trouve Ruud Gullit, Frank Rijkaard, Aron Winter, Bryan Roy, Stanley Menzo, Dean Gorré, Jos Luhukay et Regi Blinker. Les anciens joueurs de l'Ajax et internationaux néerlandais Henny Meijer et Stanley Menzo - qui a ignoré le décret de son club et s'est rendu au Suriname de son propre chef - avaient pris un vol plus tôt et ont été épargnés du sort de leurs coéquipiers.

### Joueurs de football morts dans le crash
- Ruud Degenaar, 25 ans, Heracles Almelo
- Lloyd Doesburg, 29 ans, AFC Ajax
- Steve van Dorpel, 23 ans, FC Volendam
- Wendel Fräser, 22 ans, RBC Roosendaal
- Frits Goodings, 25 ans, FC Wageningen
- Jerry Haatrecht, 28 ans, Neerlandia, qui voyageait à la place de son frère Winston Haatrecht qui avait des obligations d'après-saison avec son club SC Heerenveen.
- Virgall Joemankhan, 20 ans, Cercle Bruges
- Andro Knel, 21 ans, NAC Breda
- Ruben Kogeldans, 22 ans, Willem II Tilburg
- Ortwin Linger, 21 ans, HFC Haarlem, a succombé trois jours après l'accident de ses blessures.
- Fred Patrick, 23 ans, PEC Zwolle
- Andy Scharmin, 21 ans, FC Twente
- Elfried Veldman, 23 ans, De Graafschap
- Florian Vijent, 27 ans, SC Telstar
- Nick Stienstra, 34 ans, RC Heemstede (coach)

### Joueurs de football ayant survécu au crash
- Sigi Lens, 25 ans, Fortuna Sittard, ne pouvant plus jamais jouer au football à cause d'une grave fracture du bassin.
- Edu Nandlal, 25 ans, Vitesse Arnhem, a souffert d'une lésion partielle de la moelle épinière, mais a fini par s'en remettre et marche désormais en boitant.
- Radjin de Haan, 19 ans, SC Telstar. Il a eu la chance de pouvoir jouer à nouveau, mais sera contraint de prendre une retraite anticipée, car il ne pourra plus atteindre son niveau de performance antérieur en raison d'une fracture des vertèbres.

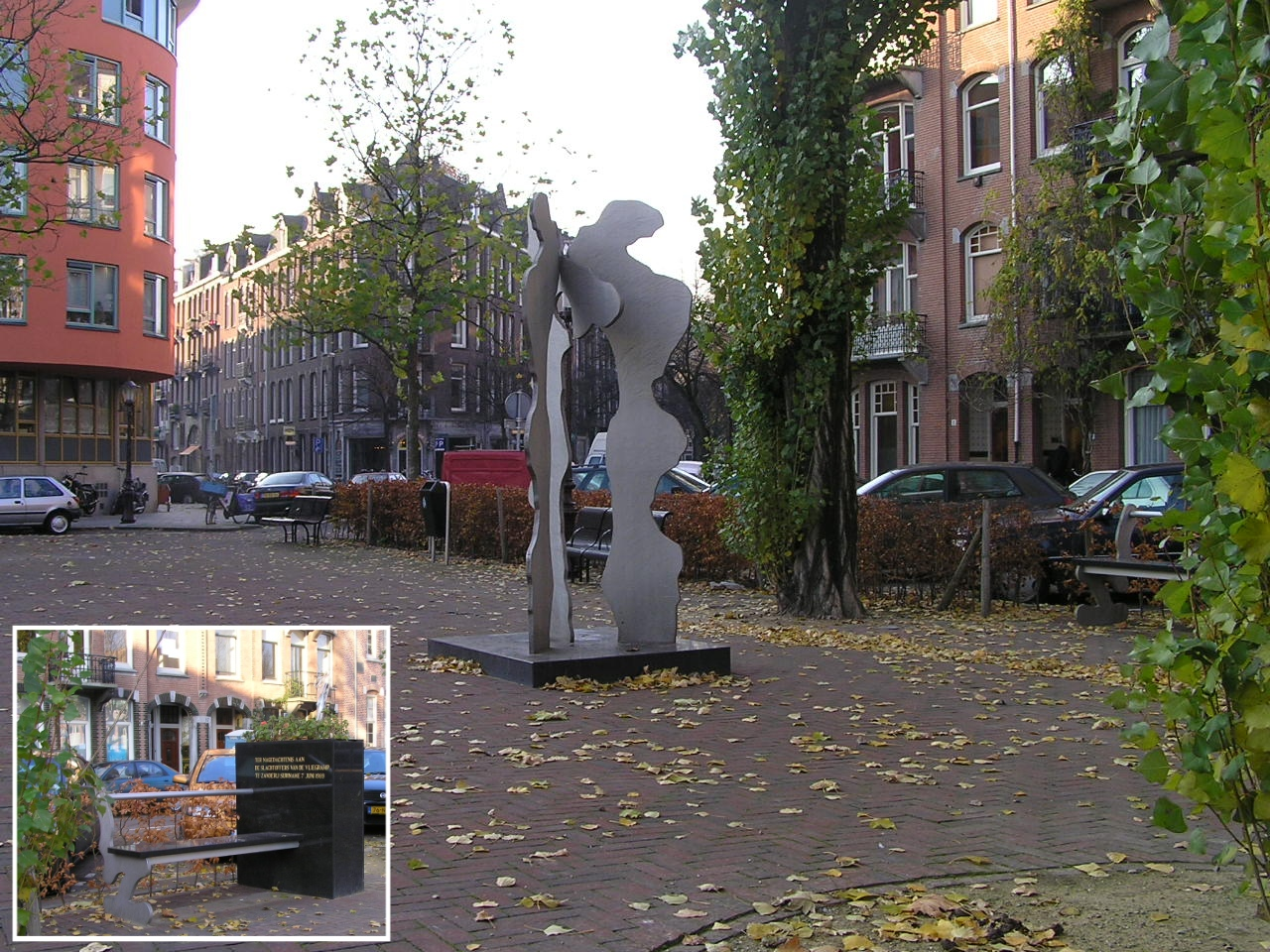
Mémorial érigé à Amsterdam, en mémoire des victimes du vol 764.

En 2005, le journaliste néerlandais Iwan Tol a publié un livre sur cette génération perdue de joueurs surinamais intitulé Eindbestemming Zanderij. Het vergeten verhaal van het kleurrijk elftal  (ISBN 90-204-0366-4).

## Enquête et cause probable
Une commission a été mise en place par le gouvernement surinamais pour enquêter sur l'accident. Les résultats de cette enquête sont décrits ci-dessous.
Le dernier bulletin météo envoyé au vol 764 indiquait avec précision une visibilité de 900 m à travers un brouillard dense, une couverture nuageuse de 1/4 avec une base nuageuse à 400 pieds (120 m), et des vents calmes. Cela a surpris les pilotes, car les informations précédentes sur les conditions météorologiques indiquaient une visibilité de 6 km. Par conséquent, bien qu'il ait été autorisé à effectuer une approche VOR/DME, l'équipage a choisi d'effectué une approche ILS/DME. L'ILS est normalement plus précis que l'équipement VOR/DME, mais dans ce cas, l'équipement ILS de l'aéroport de Paramaribo, bien que transmettant des signaux, n'était ni adapté, ni disponible pour une utilisation opérationnelle. 
L'enquête a démontré que les membres de l'équipage en étaient pleinement conscients. L'enregistreur phonique (CVR) a enregistré les propos du copilote : "Je n'ai pas confiance en cet ILS", mais le commandant de bord a choisi de l'utiliser malgré tout. Il a demandé au copilote de régler l'équipement de navigation requis pour l'approche VOR/DME fonctionnelle, très probablement pour l'utiliser comme contrôle d'erreur grossière.
En raison du manque de fiabilité du signal ILS, le DC-8 est descendu à une altitude trop basse, déclenchant plusieurs signaux d'avertissement sonores et visuels de l'avertisseur de proximité du sol (GPWS). L'équipage a ignoré ces avertissements et est également descendu en dessous de l'altitude minimale autorisée pour les approches VOR/DME et ILS sans contact visuel avec la piste ; les pilotes ont peut-être été motivé par la faible quantité de carburant restante dans les réservoirs de l'avion, au moment de l'approche finale.
L'enquête du NTSB a également découvert que le commandant Rogers, alors âgé de 66 ans, avait dépassé l'âge maximum (60 ans) autorisé pour un commandant de bord sur ce vol. De plus, il n'était pas correctement certifié pour piloter ce type d'appareil, car son dernier contrôle de compétence avait été effectué sur un Gulfstream American GA-7 Cougar, un petit avion bimoteur équipé de moteur à piston, au lieu du Douglas DC-8. En partie à cause d'une confusion de noms dans ses papiers de contrôle, ce contrôle incorrect est passé inaperçu par la compagnie aérienne. Le copilote avait de faux papiers d'identité et probablement aussi aucune approbation pour les vols au commandes d'un DC-8.
Le paragraphe "cause probable" du rapport se lit comme suit :

« La Commission détermine : a) qu'en raison de l'imprudence et de la négligence flagrantes du commandant de bord, l'avion a été piloté au-dessous des altitudes minimales publiées pendant l'approche et a par conséquent heurté un arbre. b) que le facteur sous-jacent de l'accident est le non-respect, par la direction opérationnelle de Surinam Airways, des règlements pertinents ainsi que des procédures prescrites dans le manuel d'exploitation de la compagnie aérienne concernant la qualification et la certification lors du recrutement et de l'emploi des membres d'équipage fournis par ACI. »

## Conséquences
Bien que cet accident ne soit pas sous la juridiction américaine, le Conseil national de la sécurité des transports (NTSB) a participé activement à l'enquête, car l'avion était fabriqué et immatriculé aux États-Unis. À la suite de ses conclusions, un certain nombre de recommandations de sécurité ont été adressées à la Federal Aviation Administration (FAA). Ces recommandations ont été adressées uniquement à la FAA et non au gouvernement du Suriname ou à ses organismes d'enquête, car la portée de l'enquête était limitée par des questions juridiques.
Les recommandations suivantes ont été formulées :
- Effectuer des inspections sur place et pendant les opérations de vol des compagnies aériennes exploitant des appareils qui sont immatriculés aux États-Unis.
- Exiger des compagnies aériennes opérant aux États-Unis qu'ils fournissent à la FAA une liste des noms, dates de naissance et numéros de certification de tous les commandants de bord et copilotes exploitant des avions sur le territoire américain. Si des pilotes ont atteint leur 60e anniversaire, informer le transporteur aérien que ces pilotes ne sont pas autorisés à opérer en tant que commandant de bord ou copilote en vertu des conditions d'exploitation émises.
- Promulguer des règles visant à mieux réglementer les entreprises américaines qui fournissent des pilotes par contrat à des compagnies aériennes internationales.